# 青蛙恐惧症

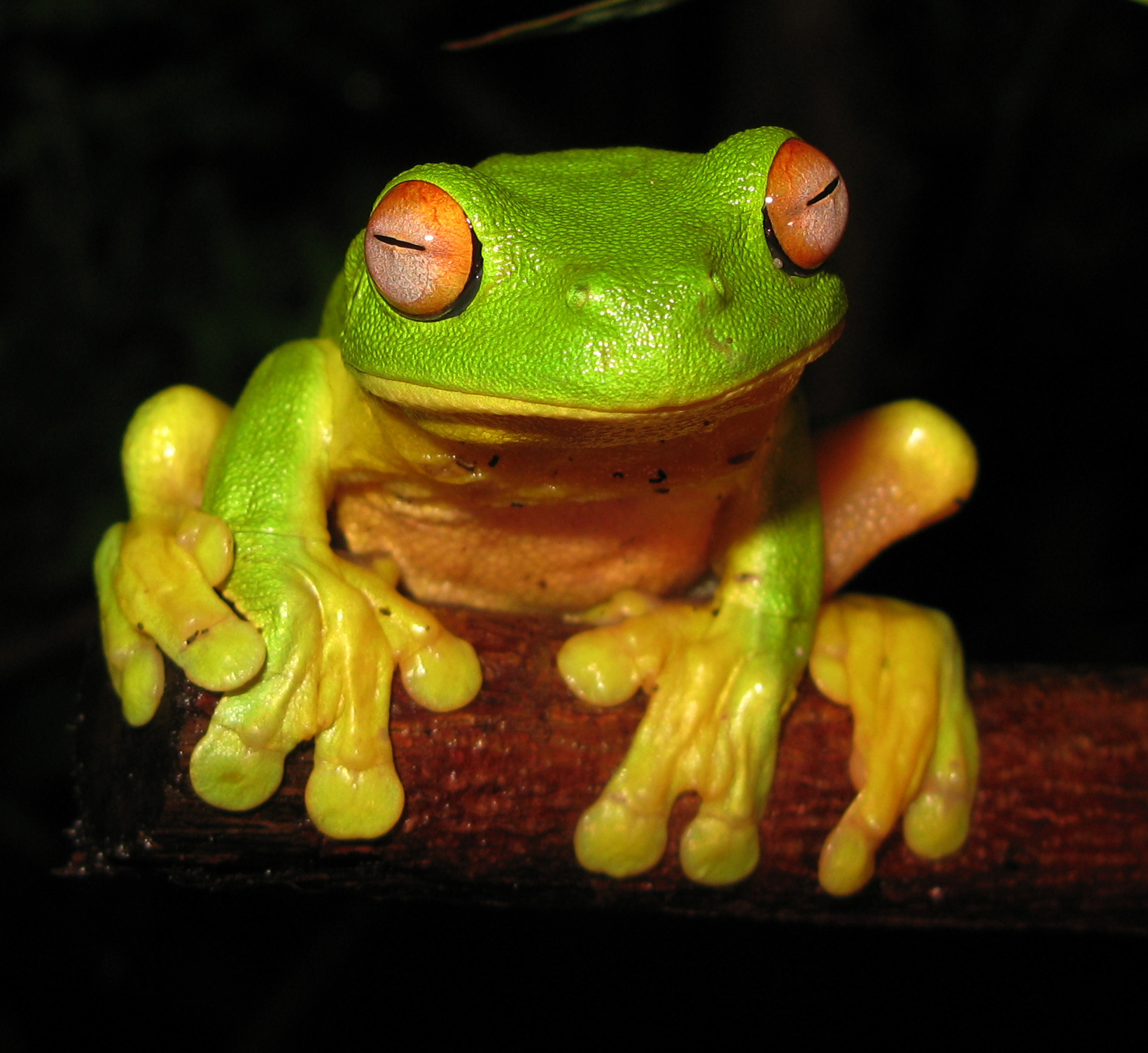
一只无毒的红眼树蛙

青蛙恐惧症（法語：phobie des grenouilles）是一种对蛙类的害怕或恐惧。若已对身心造成严重影响，也会被判定为精神疾病之单一恐惧症或焦虑症的一种。环境因子通常源自有关蛙类事件造成的心理创伤、暗示或民俗中常见迷信所致。在西方精神医学文献通常将这种恐惧以俗称作“对蛙类的恐惧（Fear of frogs）”而非使用带有“phobia（恐惧症）”的专业词根称呼。
针对蛙类的恐惧可细分为“蛙形类恐惧症（英語：batrachophobia） ”以及“蟾蜍恐惧症” （英語：bufonophobia），前者在恐惧青蛙、蟾蜍的同时，也涵括有尾目的蝾螈、火蜥等两栖动物；而后者则仅针对蟾蜍怀有恐惧。虽然成年人可能也会患有青蛙恐惧症，但这种病症的主要群体为心智发育尚未完全成熟的儿童。

## 潜在的病症原因

### 风俗传说
在英美等国家向来有“若视蛙即厄运之前兆”或者“触摸青蛙或蟾蜍的表皮，可能会使人患上疣症”的民俗传说。2012年一项针对葡萄牙的小型民俗研究发现，涉及对爬行动物或两栖动物的民间传说普遍存有负面印象；亦有在南非开普敦的一项研究表明，科萨人普遍认为青蛙会导致疣症和感染，而这种思维导致参与者儿时对青蛙感到恐惧，这种恐惧会持续到参与者成年以后。不过而也有像根据约翰内斯堡动物园研究人员曾对园内儿童进行的调查结果显示；那些“古老传说”对现今社会的儿童作用其实并不大，因为他们会更关心青蛙是有毒还是无害。

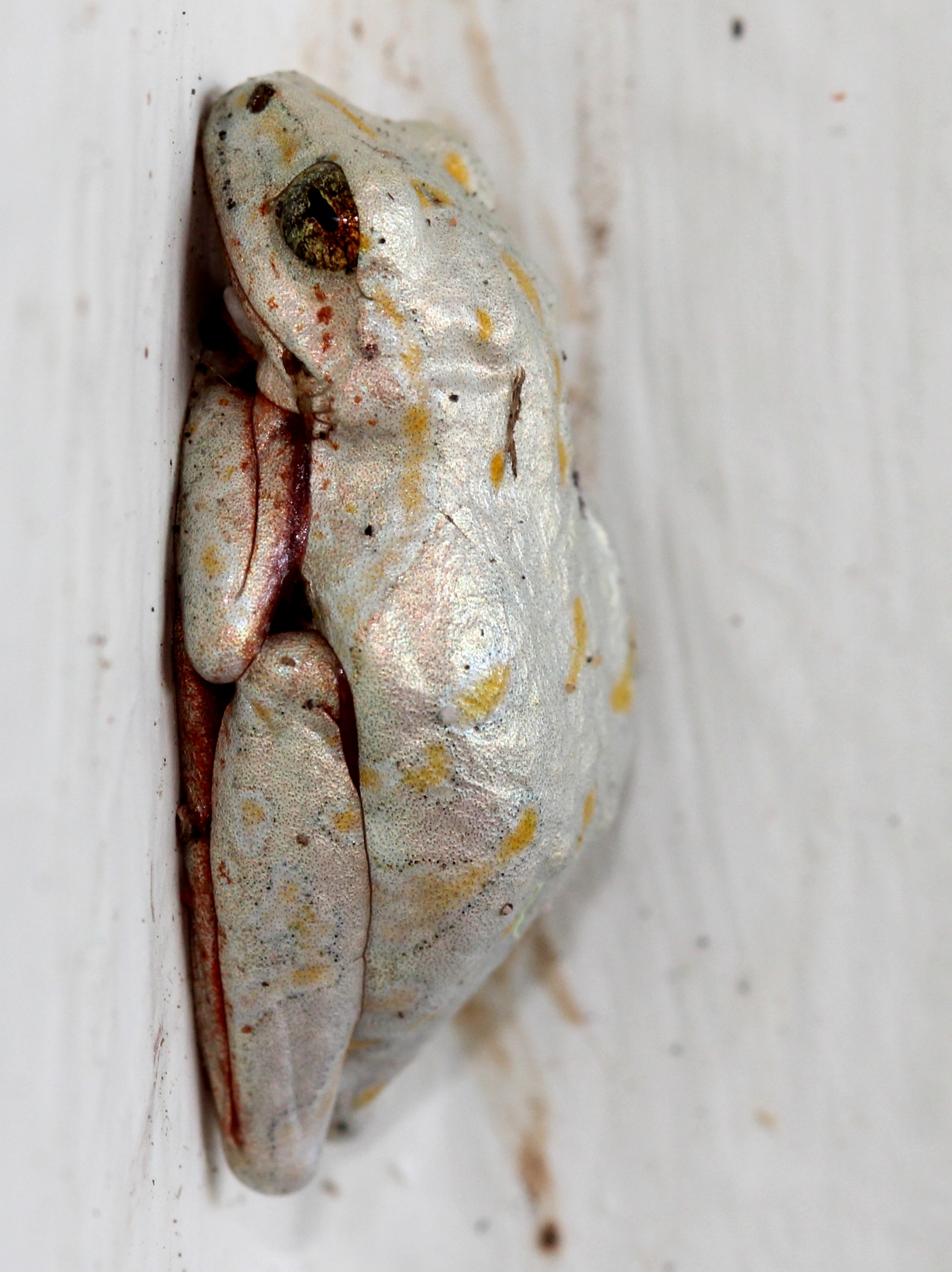
普通的蛙类纺织品

### 家庭原因
在开普敦的研究表明，如果参与者在很小的时候不被其监护人允许接近青蛙，那么成年后参与者依然会恐惧青蛙。恐蛙是一种习得的、跨代传递的行为。克利夫兰的研究也将家族遗传列为可能的恐蛙因素之一。

### 心理创伤
有相关案例指出，对青蛙的恐惧有很大一部分是源自患者目睹青蛙惨死状后产生；譬如根据1983年加拿大精神分析杂志《行为治疗和实验精神病学杂志》就曾记载了一宗对蛙类感到极端恐惧的妇女案例：该名妇女用割草机无意碾过了一群活蛙并亲眼目睹它们被割刀搅得血肉模糊，而这场景当时就给这位妇女造成了心理创伤，并从此对蛙类产生极大的恐惧。在加纳的一个案例中，一名学生无意踩死了一只青蛙，并在家人的暗示下患上了青蛙恐惧症，从而无法下床。
另在西非某些地区，利用小孩对青蛙的恐惧也被视作某种治疗儿童尿床的“良药”；譬如当地的儿童若被发现尿床，长辈就会吓唬他们“再犯，就会在其腰间绑上一只活蛙”以让他们因恐惧而有效控制自己的膀胱。然而，这也有可能会因在幼年时期因蛙类造成的心理创伤从而引发青蛙恐惧症。

## 症状及治疗方式
当患者在青蛙周围时，可能会极为有强烈的、压倒性的恐惧或焦虑；与青蛙或蟾蜍构成的实际威胁相比，就如同其他的单一恐惧症一样，这些不适的感觉是被心理暗示所夸大的。
值得一提的是，引发焦虑的潜在因素并不仅限于患者在蛙类的周围，也有可能通过几类间接方式引发；比如在脑海中浮现出青蛙的模样、听闻关于青蛙的叙述、观看到青蛙的图片或影片。 根据美国克利夫兰等医学中心的研究，患有青蛙恐惧症的患者在生理方面的症状可能会表现为：心率加快、流汗、颤抖、呼吸急促、头晕、胸闷及相关消化道症状，如胃部不适或恶心。
行为认知疗法可能是一种适当的治疗方式，可能可帮助患者理解和控制思想和情绪；如某案例记录一名生物学学生因在青蛙身上实验“脑脊髓刺毁法”时因恐惧而晕厥。后在观看录像带的实验方法并放松心情练习技巧后，已可冷静的参与实验。除此之外，也有脱敏（也称“暴露疗法”）、催眠以及服用药物等方式减轻或消除对蛙类的负面观感。

## 可見條目
- 蛙崇拜
- 無尾目
- 恐懼症列表